# El Hachimia
El Hachimia là một đô thị thuộc tỉnh Bouira, Algérie. Dân số thời điểm năm 2002 là 13.482 người.